# Edward Provan Cathcart

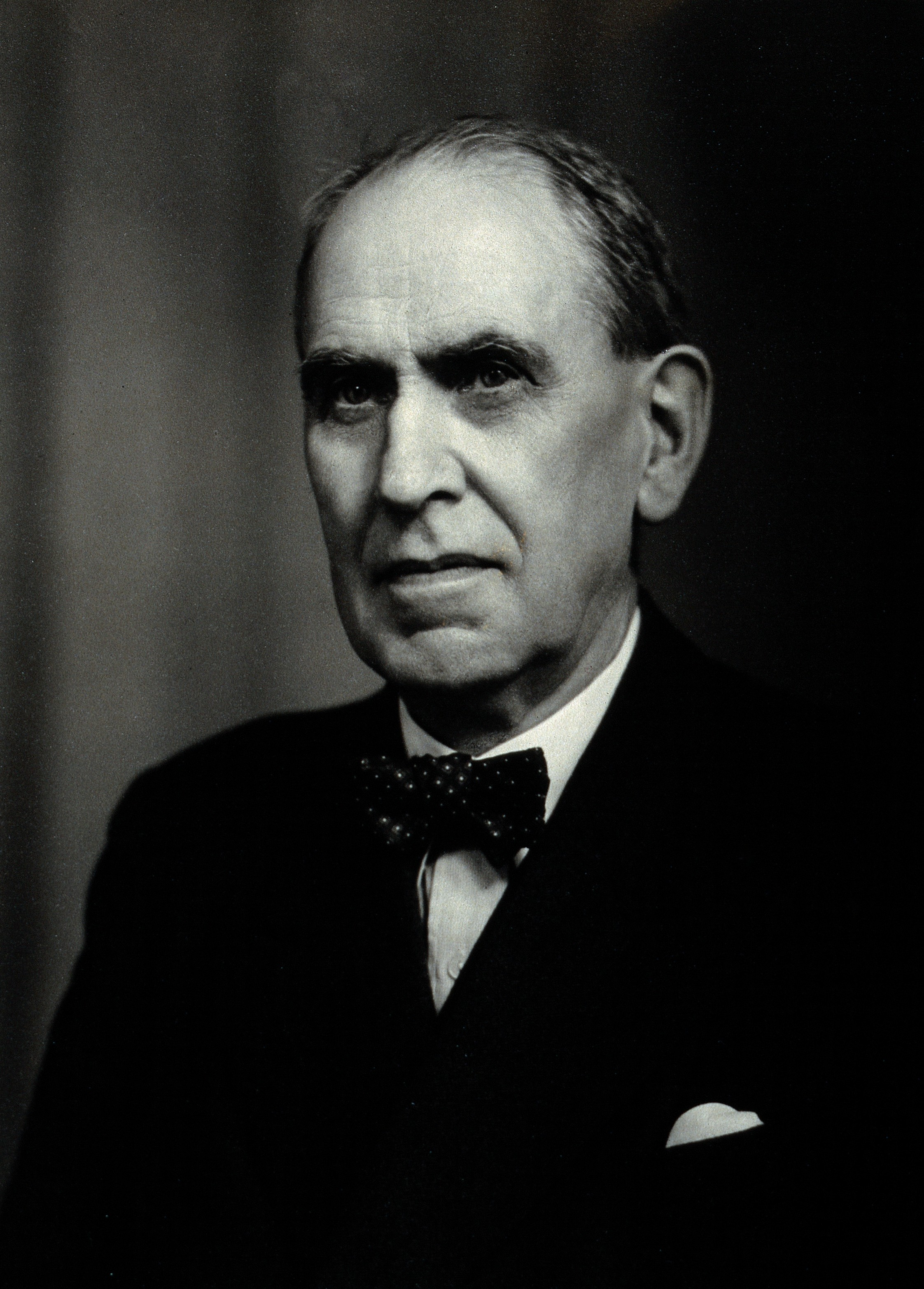
Edward Provan Cathcart, 1948

Edward Provan Cathcart (* 18. Juli 1877 in Ayr; † 18. Februar 1954 in Glasgow) war ein schottischer Physiologe und Hochschullehrer. In der Nachfolge von Diarmid Noel Paton wurde er 1928 der vierte Regius Professor of Physiology an der University of Glasgow, wo er bis 1947 lehrte.

## Leben
Cathcart wurde als Sohn des Händlers Edward Moore Cathcart in Ayr geboren. Cathcart Senior verstarb im Alter von 37 Jahren und Edward wuchs mit einem jüngeren Bruder und einer jüngeren Schwester in der Obhut ihrer Mutter auf. Nach dem Besuch der Ayr Academy und einem Aufbaujahr an gleicher Stelle studierte er ab 1895 Medizin an der University of Glasgow und schloss 1900 M.B. und Ch.B. ab. Unter dem Einfluss seines Lehrers Robert Muir interessierte sich Cathcart für die Bakteriologie und Pathologie. Nach nur einem Jahr in Edinburgh setzte er seine Studien in den Laboren von Hans Buchner in München fort, die damals von Martin Hahn geleitet wurden. Hahn bot Cathcart die Möglichkeit, die Vorlesungen des Physiologen Carl von Voit zu hören. Später würde Hahn Cathcart ermutigen, sich in Berlin von Ernst Leopold Salkowski in chemischer Pathologie ausbilden zu lassen. Diese Einflüsse begründeten Cathcarts Interesse am Eiweißmetabolismus und den weiteren Einflüssen der Umwelt auf den Menschen. Noch während der zwei Jahre in Deutschland veröffentlichte Cathcart unter der Anleitung von Hahn und Salakowski einige Papiere zur Kontrolle von Bakterien und über den Glucosamin- und den Chitosan-Haushalt. Der wichtigste Einfluss in dieser Zeit aber blieben Carl Voits Arbeiten zum menschlichen Metabolismus.
1903 kehrte Cathcart nach Großbritannien zurück und arbeitete er am Lister Institute of Preventive Medicine in London. Hier erarbeitete sich Cathcart seine Doktorarbeit, mit der ihn die University of Glasgow Summa cum laude promovierte. Für den besonderen Wert seiner Doktorarbeit wurde er außerdem mit einer Bellahouston Gold Medal geehrt. Im Lister-Institut lernte er John Beresford Leathes kennen, dessen Untersuchungen des Harnstoffmetabolismus einen Schüler von Voit sofort interessierten. Leathes fand in Cathcart einen enthusiastischen Mitarbeiter und gemeinsam untersuchten sie verschiedene Stoffe im Urin und den daraus erkennbaren metabolischen Vorgängen. Inzwischen reifte in Großbritannien die Erkenntnis der Bedeutung des Stoffwechsels für die Physiologie, die in Deutschland schon länger zum Canon gehörte. Der erste Lehrstuhl für Biochemie war in Liverpool eingerichtet worden und Glasgow hatte 1905 die Grieve Lectureship in Physiological Chemistry eingerichtet. Auf diesen Lehrstuhl berief man Cathcart, der seine Tätigkeit 1906 aufnahm.
In Glasgow führte Cathcart eine Studie eines Hungerkünstlers durch, die als klassische Studie in die Forschungsgeschichte einging. Dies nicht etwa, weil es die erste ihrer Art war, sondern wegen der sorgfältigen Begleitung und Dokumentation in der Vorbereitung des Hungerns, der Hungerphase und der Erholungsphase. Diese Arbeit reichte Cathcart zur Erlangung seines Doktors der Wissenschaften (D.Sc.), 1908, in Glasgow ein.
Cathcarts Arbeiten mit Leathes und seine eigenen Untersuchungen des Hungerkünstlers leiteten eine 15-jährige Periode von metabolischer Forschung ein. In dieser Zeit lockten seine Untersuchungen eine illustre Gruppe von Doktoranden in sein Labor, darunter den späteren Träger des Friedensnobelpreises, John Boyd Orr, mit dem er den Einfluss von Kohlenhydraten und Fetten auf den Eiweissmetabolismus untersuchte. Zweimal unterbrach Cathcart diese Forschungen für Studien außerhalb Großbritanniens darunter 1908 einige Monate mit Pawlow in St. Petersburg und dessen Forschungen zur klassische Konditionierung.
1912 wurde Cathcarts erstes Buch veröffentlicht, Physiology of Protein Metabilism, einer Enzyklopädie des bis dahin bekannten Eiweißstoffwechsels. Ebenfalls 1912 unterbrach Cathcart seine Lehrtätigkeit, um einige Zeit an der Carnegie Institution in Boston zu forschen. In Boston arbeitete Cathcart mit Francis Gano Benedict zusammen und veröffentlichte mit diesem Muscular Work: a metabolic study with special reference to the efficiency of the human body as a machine. Neben dieser Grundlagenarbeit erweckte der Besuch bei Benedict Cathcarts Interesse am energetischen Aspekt der Physiologie, die fortan seinen Studien eine wesentliche Facette hinzufügten.
Nach seiner Rückkehr aus den USA, 1913, heiratete Cathcart Gertrude Dorman Bostock, Physiologin und erst die dritte Frau in Glasgow, die ein wissenschaftliches Studium abgeschlossen hatte. Wissenschaftlich begann er mit der Entwicklung von Geräten zur Untersuchung des Energiehaushalts, die noch nicht weit gediehen waren, als er 1915 auf den Lehrstuhl der London Hospital Medical School berufen wurde. Das Gerät hätte das Forschungsobjekt zur Bewegungslosigkeit verdammt, was konträr zu den erwünschten Forschungszielen gewesen wäre. In den folgenden 4½ Jahren kombinierte er seine Arbeiten am London Hospital mit seinen Verantwortlichkeiten als Mediziner im Dienste des Royal Army Medical Corps, wo er bis zum Generalleutnant aufstieg.
Nach seiner Demobilisierung, 1919, kehrte er nach Glasgow zurück und übernahm den Gardiner Chair of Physiological Chemistry (1958 umbenannt in Biochemistry). In dieser Rolle und auf dem späteren Lehrstuhl für Physiologie konzentrierten sich seine Arbeiten auf menschliche Ernährungsgewohnheiten. 1928 zog sich Paton vom Regius-Professur zurück und der Lehrstuhl wurde Cathcart angeboten, da er schon immer mehr Physiologe als Biochemiker war.
Während Cathcarts Arbeit an der Universität wuchs nicht nur das physiologische und biochemische Wissen, auch die Universität wuchs rasant. Cathcart trug seinen Teil der administrativen Last, repräsentierte die Universität von 1933 bis 1945 im General Medical Council. Seine Umgangsformen und Freundlichkeit machten ihn zu einem beliebten „External Examiner“, einem Prüfungsbeisitzenden, an britischen Hochschulen von Oxford über St Andrews, Aberdeen, Cambridge, Durham, London bis Wales. Obwohl Cathcart in einigen einflussreichen Komitees arbeitete, erlangte er für eine solche Rolle besondere Bekanntheit: Die Leitung des Scottish Health Services Committee von 1933 bis 1936. Das Cathcart-Committee legte Empfehlungen aus, die die Grundlagen des National Health Service nach dem Zweiten Weltkrieg legten.
Mit seiner Frau, einer Ärztin und Physiologin, hatte er drei Töchter, die alle Medizin studierten und praktizierten. 1947 zog sich Cathcart auch unter dem Druck einer Altersgrenze von der Regius-Professur zurück. Sein Nachfolger im gleichen Jahr wurde Cathcarts früherer Assistent, Robert Campbell Garry. Man bot Cathcart die Leitung des Western Regional Hospital Boards des Scottish Health Service an. Seine Ernennung traf breite Zustimmung, aber noch bevor er die Position antreten konnte, erkrankte Cathcart und er verbrachte die ihm verbliebenen sechs Jahre zurückgezogen. Er verstarb in seinem Heim in Glasgow am 18. Februar 1954.

## Wissenschaftliche Arbeit
Cathcarts wissenschaftlichen Werdegang kann man in vier Perioden einteilen, die sich nahtlose in ein Gesamtbild einfügen. Die erste Periode waren seine frühen Arbeiten in Deutschland und am Lister Institute. Obwohl er zunächst zur Bakteriologie tendierte, änderte er seine Ausrichtung unter dem Einfluss von Voit und Leathers zur Biochemie und Physiologie, insbesondere der Chemie der metabolischen Vorgänge. Die zweite Periode wurde durch seine Arbeit mit Benedict in Boston eingeleitet. In dieser Phase weitete er seine Untersuchungen um den Aspekt des Energiebedarfs des Körpers aus.
Die dritte Phase begann am Ende des Ersten Weltkriegs mit seinen Untersuchungen des Energiebedarfs von Soldaten. Aus diesen Untersuchungen folgte viele Arbeiten in Komitees, in denen Ernährungsgewohnheiten von verschiedenen Berufen untersucht und bewertet wurden.
Die vierte und letzte Schaffensperiode Cathcarts ist geprägt von seinem Vorsitz vor dem Scottish Health Services Committee. Hier weitet Cathcart seinen Blickwinkel erneut und fasst das Wohl der Gemeinschaft ins Auge. Nun stand nicht mehr nur die Ernährung im Mittelpunkt seines Interesses, sondern er untersuchte die Voraussetzungen für ein gesundes Leben im Allgemeinen.

## Ehrungen
Cathcart wurde 1904 in die Physiological Society berufen. 1920 berief ihn die Royal Society zum Fellow. 1924 ernannte ihn die Krone zum Commander of the British Empire (CBE). 1932 wurde er in die Royal Society of Edinburgh eingeladen. Er diente der Gesellschaft von 1945 bis 1948 als Beisitzer und von 1948 bis 1951 als Vizepräsident. 1937 hielt Cathcart die Charles Hastings Lecture zu Ehren des Gründers der British Medical Association. 1939 berief ihn die Canadian Medical Association zum Ehrenmitglied. Ehrendoktortitel verliehen ihm 1928 die University of St Andrews und 1947 die University of Glasgow (LL.D.). Der Cathcart Chair of Biochemistry wurde nach ihm benannt.